# Station Helen's Bay
Station Helen's Bay  is een spoorwegstation in Helen's Bay in het Noord-Ierse graafschap Down. Het station  ligt aan de lijn Belfast - Bangor.